# Canalul (film din 2014)
Canalul este un film românesc din 2014 regizat de Cornel Mihalache. Rolurile principale au fost interpretate de actorii Marian Râlea, Claudiu Bleonț, Richard Bovnoczki,.

## Distribuție
Distribuția filmului este alcătuită din:
- Claudiu Bleonț — Alex
- Radu Amzulescu — Paznic
- Richard Bovnoczki — Mișu
- Antoaneta Cojocaru — Melinda
- Adrian Ciobanu — "Baronul"
- Marian Râlea — Andrei